# Кот Шрёдингера (журнал)
Кот Шрёдингера — российский научно-популярный журнал, издававшийся с октября 2014 по апрель 2023 года. Журнал был назван в честь мысленного эксперимента австрийского физика-теоретика Эрвина Шрёдингера.

## История
Журнал был основан в 2014 году Григорием Тарасевичем, ранее работавшим редактором отдела науки в «Русском репортёре» и покинувшем это издание из-за финансовых проблем.
Для проекта Тарасевич привлёк «Фестиваль науки», как инвестора. Редакцию нового журнала составили, в том числе, бывшие сотрудники журнала «Русский репортёр»: Светлана Скарлош, Алексей Торгашев, Алёна Лесняк, Светлана Соколова.

Это история про некое чудо. До сих пор не верю, что журнал существует. Я будто сразу оказался князем Монако. И я до сих пор не могу свыкнуться с этой странной ролью.
Мы исходим из того, что в обществе случился странный переход настроений: почему-то наука стала важной. То ли это случилось после 90-х, то ли сейчас такой эскапизм от политики, и мы решили эту волну поймать.
— Григорий Тарасевич, 2015
Журнал «Кот Шрёдингера» был зарегистрирован в сентябре 2014 года, а первый номер вышел в октябре. На обложке был изображён чёрный кот и надпись «Жив!». Первый номер был издан тиражом 150 000 экземпляров и распространялся на площадках «Фестиваля науки» в Москве и Новосибирске, а также в виде приложения к «Русскому репортёру».
Порядка 70% содержания журнала отводилось освещению российской науки:

Мы естественно отдаём предпочтение российской науке и не только потому, что мы такие патриоты, а ещё и потому, что мы пишем о людях, а живых людей в России нам легче понять: они вокруг нас. Сложно по переписке, да и вообще о человеке чужой культуры, судить как о человеке.
Почему все знают, что Крым наш, а про то, что таблица Менделеева наша, никто не знает?
— Григорий Тарасевич, 2015
Журнал публиковался ежемесячно, однако периодически выходили сдвоенные номера. Кроме того выходил журнал-приложение для детей «Котёнок Шрёдингера». Продвижением журнала занимался«Фестиваль науки», рассматривающий «Кота Шрёдингера», как собственный проект. 
Журнал распространялся по всей территории Российской Федерации (в том числе по подписке). Имелась возможность международной доставки журнала по подписке.
Последний номер журнала вышел весной 2023 года. 

## Структура журнала
«Кот Шрёдингера» имел пять основных разделов:
- Диктатура будущего;
- Технологии;
- Естествознание;
- Homo Sapiens;
- Герои.

Кроме этих разделов есть ряд постоянных рубрик: «Простые вещи», «Своими руками», «Тема номера», обзор научно-популярных книг, настольная игра.

## Награды
По итогам 2015 года журнал стал лауреатом премии «За верность науке», учрежденной Министерством образования и науки Российской Федерации, в номинации «Лучшее периодическое печатное издание о науке».
24 сентября 2016 года журнал получил Литературную премию им. Александра Беляева за «Наиболее интересную деятельность в течение года».

## Главные редакторы
- Григорий Тарасевич (2014—2020)
- Виталий Лейбин (2020—2023)